# Hiéroglyphe égyptien N35A
Les trois filets d'eau, en hiéroglyphes égyptiens, sont classifiés dans la section N « Ciel, Terre, Eau » de la liste de Gardiner ; cet hiéroglyphe y est noté N35A.

## Représentation
Il représente l'empilement en cadrat de trois signe N35 qui peut être interprété soit comme un filet d'eau soit comme une onde sur une surface d'eau avec un nombre d'ondulation variable (généralement plus de quatre sauf en écriture cursive où le signe n'est figuré que par un simple trait). Il est translittéré mw ou m.

## Utilisation
| N35A |

| N35A |

d'où découle sa fonction en tant que phonogramme bilitère de valeur mw.
En écriture syllabique il prend la valeur m.
C'est un déterminatif du champ lexical de l'eau et des liquides ainsi que des actions utilisant de l'eau.
| N35A | N36 · N23 |

| N35A | N36 · N23 |

| N35A | N36 |

| N35A | N36 |

| N35A | N36 |

| N35A | N36 |

particulièrement utilisé.
| N35 |

| N35 |

## Exemples de mots
| N37 | N35A | N5 |

| N37 | N35A | N5 |

| wA | A | w | N35A |

| wA | A | w | N35A |

| s | wr · r | i | N35A | A2 |

| s | wr · r | i | N35A | A2 |